# Маков Мазовјецки
Маков Мазовјецки (пољ. Maków Mazowiecki) град је у Пољској у Војводству мазовском. По подацима из 2012. године број становника у месту је био 10 211.

## Становништво
| 2012.  |
| ------ |
| 10 211 |